# ماتیا فینوتو
ماتیا فینوتو (انگلیسی: Mattia Finotto؛ زادهٔ ۲۸ دسامبر ۱۹۹۲) بازیکن فوتبال اهل ایتالیا است.